# Международный семинар (эсперанто)
Междунаро́дный семина́р (эсп. Internacia Seminario, IS) — крупная молодёжная эсперанто-встреча, проводившаяся в Германии в 1957—2008 годах. Встреча организовывалась Немецкой молодёжной эсперанто-организацией (эсп. Germana Esperanto-Junularo, GEJ) c 27 декабря по 3 января каждого года в разных городах Германии.
В программу Международного семинара помимо докладов и дискуссий входили также экскурсии, прогулки, концерты и выступления самых разных музыкантов и актёров-эсперантистов. Кульминацией семинара была встреча и празднование Нового года (т. н. «Новогодний бал»).
В 2009 году было принято решение отказаться от дальнейшего проведения встречи в прежнем формате. Вместо этого совместно с Польской молодёжной эсперанто-организацией (PEJ) последующие встречи со сходным форматом проводятся (попеременно в Польше и Германии) под названием «Junulara E-Semajno» (JES). Встреча нового года 2010/11 года состоялась в немецкой коммуне Бург на востоке Германии.